# Narcissus (Caravaggio)
Narcissus is een schilderij van de Italiaanse kunstschilder Caravaggio, gemaakt tussen 1597 en 1599, 113,3 x 94 centimeter groot. Het toont Narcissus, een figuur uit de Griekse mythologie, die verliefd werd op zijn eigen spiegelbeeld. Het schilderij bevindt zich thans in de collectie van de Galleria Nazionale d'Arte Antica in Rome.

## Narcissus
Het verhaal van Narcissus is vooral bekend in de versie van Ovidius, die deze Griekse mythe in Latijnse dichtvorm heeft overgeleverd (Metamorfosen 3.341-510). Narcissus was een mooie jongeman die helemaal leefde voor de jacht. Hij had al heel wat harten sneller doen kloppen, maar wilde niets van liefde weten: hij wees iedereen af, mannen zowel als vrouwen.
Een van de wezens die verliefd werden op Narcissus, en hem overal volgde, was de nimf Echo. Echo was getroffen door een vloek die het haar onmogelijk maakte een gesprek te beginnen: ze kon enkel anderen napraten, waarmee een redelijke communicatie onmogelijk was. Toen Narcissus ook haar afwees, trok Echo zich terug in de grotten waar ze volledig wegkwijnde, waarna uiteindelijk alleen haar stem overbleef.
Narcissus verging het vervolgens niet veel beter. Hij kwam op een dag bij een heilige vijver met kristalhelder water. Toen hij zich voorover boog om eruit te drinken zag hij zijn eigen spiegelbeeld, maar dacht dat het een geest was die in de vijver leefde. Hij werd vervolgens zo getroffen door de schoonheid van de beeltenis in het water dat hij er voortdurend naar bleef staren: hij werd verliefd op zichzelf. Telkens echter als hij zich uitstrekte om de beeltenis in het water te omhelzen, verdween deze in de waterrimpelingen, een handeling die zich telkens herhaalde. Narcissus werd daar zo verdrietig van dat ook hij wegkwijnde, tot er uiteindelijk enkel nog een bloem van hem overbleef, narcis geheten.
De mythe van Narcissus was erg populair in het Italië van Caravaggio. Francesco Petrarca en Dante Alighieri namen het al eerder tot onderwerp, de dichter Giambattista Marino (1569-1625), die tot de vriendenkring van Caravaggio behoorde, schreef er een beroemd geworden poëem over. De Renaissancistische denker Leon Battista Alberti (1404-1472) zag de figuur van Narcissus als de "uitvinder van de schilderkunst": "Wat is kunstschilderen anders dan een gebaar van omhelzen door middel van het oppervlak van de vijver?"

## Afbeelding
Caravaggio schilderde zijn Narcissus te Rome, in een vroege periode van zijn carrière, aan de vooravond van zijn roem. Over deze tijd, van 1597 tot 1599, zijn niet veel biografische gegevens bekend. Samen met zijn vriend Lionello Spada en een jonge stalknecht genaamd Benedetto schuimt hij de stad af. Hij lijkt weinig productief. Het onderwerp van Narcissus werd hem aan de hand gedaan door 'Maestro Valentin', een kunsthandelaar die regelmatig voor hem optrad als een soort zaakbehartiger.
Narcissus is typerend voor de schilderstijl van Caravaggio. Hij zet zijn figuur fors neer tegen een donkere achtergrond en voorzag deze van een dramatiserende verlichting, als acteurs in de schijnwerpers. Kenmerkend is ook de eenvoudige maar doeltreffende compositie: Narcissus en zijn weerspiegeling vormen een soort cirkel rondom de centraal oplichtende knie. Een analogie kan worden gezocht met de bloem, waarin Narcissus uiteindelijk zou veranderen. Het drukt ook iets uit van een gerichtheid naar binnen. Daarnaast heeft het schilderij duidelijk ook iets melancholisch. Uit de droeve blik van het model kan reeds het einde van Narcissus worden afgeleid, hetgeen mogelijk ook iets zegt van de gemoedsgesteldheid van Caravaggio in die periode. De verondersteld homoseksuele Caravaggio koos doorgaans aantrekkelijke jongemannen als model. Gesuggereerd wordt wel dat de stalknecht Benedetto model kan hebben gestaan, hoewel de adellijke kleding met het brokate vest dit lijkt tegen te spreken.
Lange tijd was onzeker of Narcissus ook daadwerkelijk door Caravaggio was geschilderd. In 1916 werd het door kunsthistoricus Roberto Longhi (1890-1970) aan hem toegewezen, maar die toewijzing bleef omstreden. Recent radiografisch onderzoek bevestigde echter de authenticiteit.